# Copa Colsanitas 2024 - Doppio
Il doppio femminile del torneo di tennis professionistico Copa Colsanitas 2024, facente parte della categoria WTA 250 nell'ambito del WTA Tour 2024, si disputa presso il Country Club di Bogotà, in Colombia, tra il 1° e il 7 aprile 2024. Irina Chromačëva e Iryna Šymanovič sono le detentrici del titolo, ma hanno deciso di partecipare con compagne diverse. Šymanovič ha fatto coppia con Renata Zarazúa, ma sono state sconfitte nel primo turno da You Xiaodi e Katarina Zavac'ka; Chromačëva ha fatto coppia con Anna Bondár, ma sono state sconfitte in finale da Cristina Bucșa e Kamilla Rachimova con il punteggio di 7-6(5), 3-6, [10-8].

## Teste di serie
1. Marie Bouzková /  Sara Sorribes Tormo (semifinale)
2. Oksana Kalašnikova /  Katarzyna Piter (primo turno)

1. Anna Bondár /  Irina Chromačëva (finale)
2. Cristina Bucșa /  Kamilla Rachimova (Campionesse)

## Wildcard
1. Emiliana Arango /  María Paulina Pérez (quarti di finale)

1. Mariana Higuita /  Valentina Mediorreal (primo turno)

## Alternate
1. Rebecca Marino /  Carol Zhao (primo turno)

1. You Xiaodi /  Katarina Zavac'ka (quarti di finale)

## Tabellone

### Legenda
| - Q = Qualificato - WC = Wild card - LL = Lucky loser | - ALT = Alternate - SE = Special Exempt - PR = Protected Ranking | - w/o = Walkover - r = Ritirato - d = Squalificato |

|  | Primo turno | Primo turno                 | Primo turno              | Primo turno | Primo turno |  |  | Quarti di finale | Quarti di finale            | Quarti di finale            | Quarti di finale      | Quarti di finale |   |      | Semifinali | Semifinali                       | Semifinali | Semifinali                   | Semifinali |   |     | Finale | Finale | Finale | Finale | Finale |  |
|  |             |                             |                          |             |             |  |  |                  |                             |                             |                       |                  |   |      |            |                                  |            |                              |            |   |     |        |        |        |        |        |  |
|  | 1           | M Bouzková S Sorribes Tormo | 6                        | 5           | [10]        |  |  |                  |                             |                             |                       |                  |   |      |            |                                  |            |                              |            |   |     |        |        |        |        |        |  |
|  | Alt         | R Marino C Zhao             | 2                        | 7           | [6]         |  |  | 1                | M Bouzková S Sorribes Tormo | M Bouzková S Sorribes Tormo | 6                     | 6                |   |      |            |                                  |            |                              |            |   |     |        |        |        |        |        |  |
|  | WC          | M Higuita V Mediorreal      | M Higuita V Mediorreal   | 3           | 5           |  |  | WC               | E Arango MP Pérez           | E Arango MP Pérez           | 1                     | 3                |   |      |            |                                  |            |                              |            |   |     |        |        |        |        |        |  |
|  | WC          | E Arango MP Pérez           | E Arango MP Pérez        | 6           | 7           |  |  |                  |                             |                             |                       |                  |   |      | 1          | M Bouzková S Sorribes Tormo      | 3          | 6                            | [7]        |   |     |        |        |        |        |        |  |
|  | 4           | C Bucșa K Rachimova         | C Bucșa K Rachimova      | 6           | 6           |  |  |                  |                             | 4                           | C Bucșa K Rachimova   | 6                | 1 | [10] |            |                                  |            |                              |            |   |     |        |        |        |        |        |  |
|  |             | E Lechemia Y Lizarazo       | E Lechemia Y Lizarazo    | 2           | 4           |  |  | 4                | C Bucșa K Rachimova         | C Bucșa K Rachimova         | 7                     | 6                |   |      |            |                                  |            |                              |            |   |     |        |        |        |        |        |  |
|  |             | A Gámiz Q Gleason           | A Gámiz Q Gleason        | 2           | 4           |  |  |                  | J Riera N Stevanović        | J Riera N Stevanović        | 64                    | 3                |   |      |            |                                  |            |                              |            |   |     |        |        |        |        |        |  |
|  |             | J Riera N Stevanović        | J Riera N Stevanović     | 6           | 6           |  |  |                  |                             |                             |                       |                  |   |      | 4          | Cristina Bucșa Kamilla Rachimova | 7          | 3                            | [10]       |   |     |        |        |        |        |        |  |
|  |             | H Baptiste W Osuigwe        | H Baptiste W Osuigwe     | 64          | 5           |  |  |                  |                             |                             |                       |                  |   |      |            |                                  | 3          | Anna Bondár Irina Chromačëva | 65         | 6 | [8] |        |        |        |        |        |  |
|  |             | D Jakupovič S Santamaria    | D Jakupovič S Santamaria | 7           | 7           |  |  |                  | D Jakupovič S Santamaria    | D Jakupovič S Santamaria    | 1                     | 3                |   |      |            |                                  |            |                              |            |   |     |        |        |        |        |        |  |
|  |             | J Lohoff C Perrin           | J Lohoff C Perrin        | 1           | 1           |  |  | 3                | A Bondár I Chromačëva       | A Bondár I Chromačëva       | 6                     | 6                |   |      |            |                                  |            |                              |            |   |     |        |        |        |        |        |  |
|  | 3           | A Bondár I Chromačëva       | A Bondár I Chromačëva    | 6           | 6           |  |  |                  |                             |                             |                       |                  |   |      | 3          | A Bondár I Chromačëva            | 3          | 6                            | [10]       |   |     |        |        |        |        |        |  |
|  |             | I Šymanovič R Zarazúa       | I Šymanovič R Zarazúa    | 2           | 1           |  |  |                  |                             |                             | I Bara J Starodubceva | 6                | 1 | [8]  |            |                                  |            |                              |            |   |     |        |        |        |        |        |  |
|  | Alt         | X You K Zavac'ka            | X You K Zavac'ka         | 6           | 6           |  |  | Alt              | X You K Zavac'ka            | 7                           | 611                   | [1]              |   |      |            |                                  |            |                              |            |   |     |        |        |        |        |        |  |
|  |             | I Bara J Starodubceva       | 5                        | 7           | [10]        |  |  |                  | I Bara J Starodubceva       | 5                           | 7                     | [10]             |   |      |            |                                  |            |                              |            |   |     |        |        |        |        |        |  |
|  | 2           | O Kalašnikova K Piter       | 7                        | 5           | [5]         |  |  |                  |                             |                             |                       |                  |   |      |            |                                  |            |                              |            |   |     |        |        |        |        |        |  |